# 10970 де Зеу
10970 де Зеу (10970 de Zeeuw) — астероїд головного поясу, відкритий 29 вересня 1973 року.
Тіссеранів параметр щодо Юпітера — 3,346.